# عبد العزيز بن صالح العلجي
عبد العزيز بن صالح العلجي الخالدي (1872 - 8 أغسطس 1943) (1289 - 7 شعبان 1362) فقيه مالكي وشاعر وتاجر سعودي. ولد ونشأ بالهفوف في الأحساء. بدأ دراسته بعد الخامسة عشرة من عمره فحفظ القرآن ودرس علوم الدينية على الفقه المالكي على عدد من شيوخ الأحساء وعلمائها، ودرس علوم الشريعة والمنطق والفلسفة على بعض القضاة العثمانيين. عمل تاجرًا، واشتغل بالتدريس الفقه المالكي والنحو في مسجد الحبيش، وترأس وفد الأحساء إلى والي البصرة العثماني مطالبًا بتخفيف الضرائب عن أهالي الأحساء. توفي في مسقط رأسه. له عدة منظومات فقهية وديوان شعر مخطوط. حفيده هو عبد الله محمد الرومي.

## سيرته
هو عبد العزيز بن صالح بن أحمد بن عبد الله العلجي الخالدي. ولد عام 1289 هـ/ 1872 م تقريبًا بمحلة الشريفة من حي الرفعة في مدينة الهفوف بالأحساء. كان والده من سراة الأحساء ومن ساداتها. ينتمي إلى قبيلة من قريش يقال لهم العلجان. وكانت والدته من عائلة يقال لهم آل فارس من قبيلة بني تميم من أهالي حوطة بني تميم بنجد. وكان والداه معروفين بالزهد والتدين. ولديهما من الموارد الزراعية، والممتلكات العقارية ما يقوم بشئونهما. وقد نشأ عبد العزيز وتربى تربية دينية في حجر والده أولاً ثم في حجر أمه يتيمًا بعد وفاة أبيه قبل بلوغه سن الرشد. فتعلم القراءة والكتابة، والقرآن، ثم مبادئ العربية والفقه والأدب.

اشتغل بالتجارة في شبابه في الأطعمة والأصواف وغيرها وأخيرًا تاجر اللؤلؤ بين الكويت وعمان والهند. ولكن لم يحالفه التوفيق. فرجع لطلب العلوم الدينية. فأخذ الفقه والنحو والعروض عن مشيخة آل مبارك، وعن عيسى بن عكاس. وفي الكويت اتصل بشيخ أحمد الفارسي، والد محمد أحمد حسين الفارسي.

كما أتصل بالعلماء الأجانب الذين كانوا يردون بلاد الأحساء للمناصب الحكومية في عهد العثماني. فأخذ عن بعضهم، وتضلع في كثير من علوم الدينية والمنطق والتفسير.

وأخذ البلاغة عن بعض علماء البحرين، وقرأ على بعض العلماء في علم الحديث في الهند عندما كان يشتغل بالتجارة. كان يحفظ القرآن ومتن الشيخ الخليل في فقه الإمام مالك، وألفية ابن مالك في النحو، والتلخيص في البلاغة، وجمع الجمواع في الأصول، والشاطبية في القراءات، والجزرية في التجويد.

يقال أنه حاول أن «يؤثر على الملك عبد العزيز تجاه رشيد رضا وتياره، وألبه عليهم.» 

## في التجارة
عمل تاجرًا وكان يشتري التمر من الفلاحين والدهن من البدو في كل موسم، ويدخره في بيته، ثم يبيعه على تجار التجزئة، ويعيش مما يناله من هذا الكسب، ومن حاصل العقارات الزراعية التي ورثنها من والديه.

## شعره
«شعره مرآة لنزعته الإصلاحية، فقد اهتم بقضايا أمته في الإصلاح والتعليم والتمسك بالقيم الإسلامية، راغبًا في النهوض بمجتمعه الإسلامي، يميل إلى الأسلوب العلمي الديني، أما مدائحه فإنها وسط بين إشراق الشعراء وقوة العلماء مادحًا مَنْ يراه يستحق ومنتقدًا من يحيد عن طريقته ومعتقده.» 

## وفاته
توفي في ضحوة يوم الأحد 7 شعبان 1362/ 8 أغسطس 1943 في الهفوف وقد بلغ من العمر 72 سنة. وقد رثاه سبطه عبد الله بن حمد الرومي وأحمد بن راشد آل الشيخ مبارك.

## مؤلفاته
- منظومة فقهية في فقه الإمام مالك في قسم العبادات، تزيد على ثلاثة آلاف بيت، وهي نظم لمختصر الشيخ خليل.
- منظومة كاملة في الأخلاق الإسلامية تبلغ 200 بيتًا
- منظومة قصيرة في ختم القرآن
- منظومة في فن الصرف تبلغ 450 بيتًا، وهي نظم لعزية الزنجاني التي شرحتها
- السادة المالكية
- له ديوان شعر، لم يطبع
- ردود وأجوبة، منها منظومة صغيرة في الرد على الريحاني، ومنها النونية من البحر الكامل رد بها على المعارصين.